# Đầu máy TU4
TU4 (ТУ4) là một dòng đầu máy diesel khổ hẹp do Liên Xô phát triển cho đường ray 750 mm (2 ft 5+1⁄2 in).

## Lịch sử
Những chiếc TU4 đầu tiên được chế tạo vào năm 1962 tại Công ty Kỹ thuật Kambarka. 3210 đầu máy TU4 được sản xuất cho đến năm 1974.
TU4 được sử dụng trên nhiều tuyến đường sắt khổ hẹp với nhiệm vụ chuyển hàng hóa cũng như là tàu chở khách.

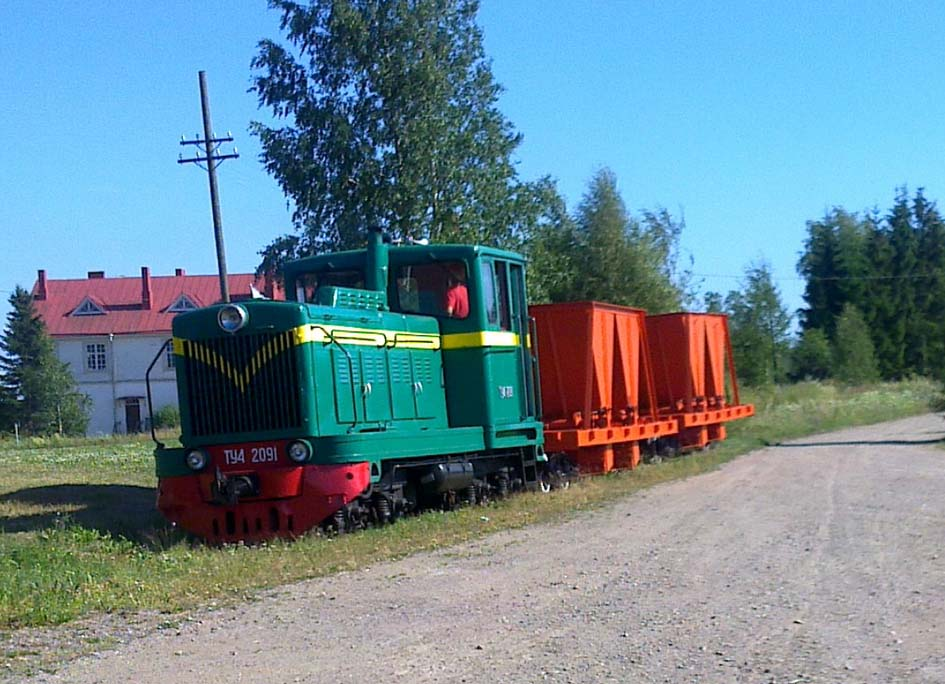
ТУ4-2091, Bảo tàng Đường sắt Jokioinen
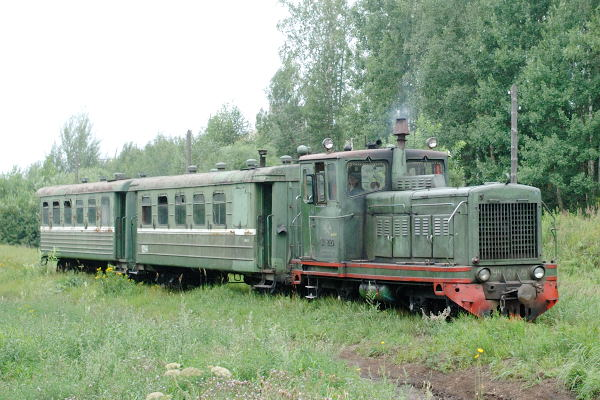
ТУ4-2129, tuyến đường sắt Pishchalskoye
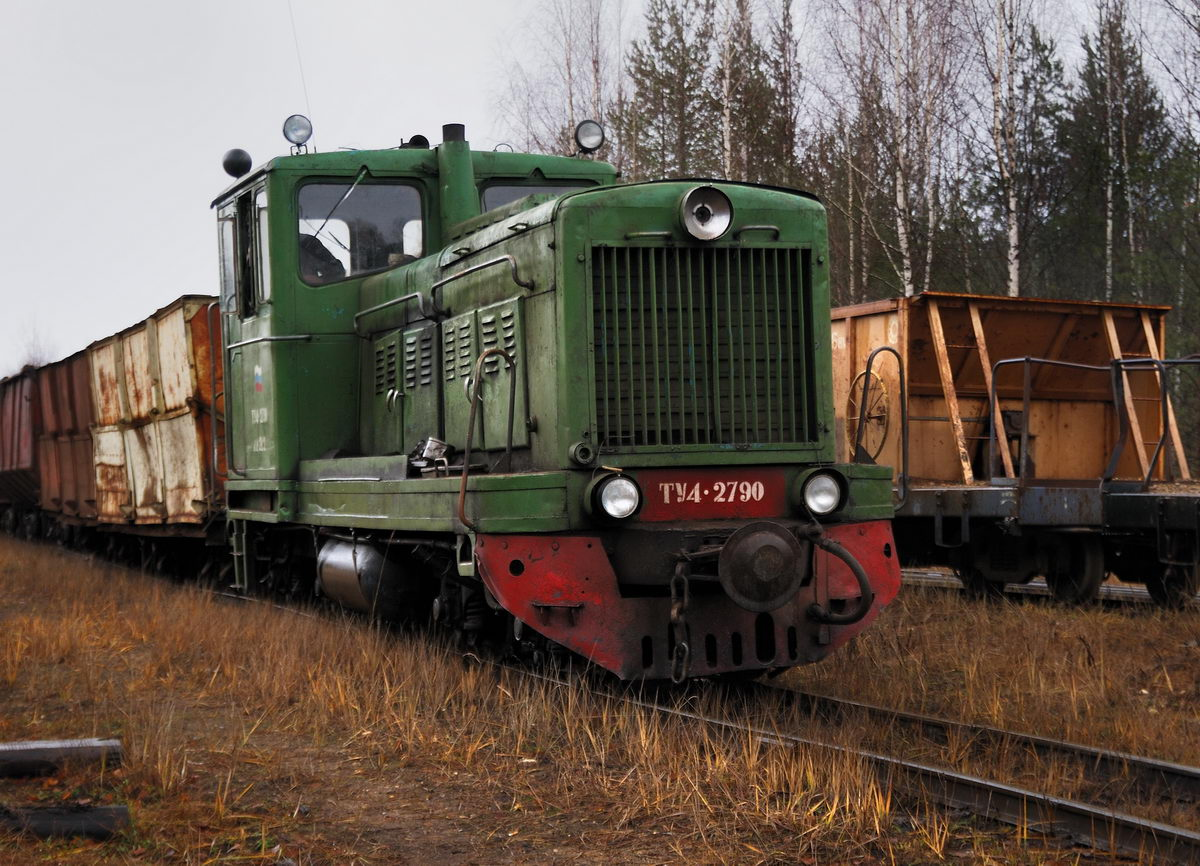
ТУ4-2790,  Tuyến đường sắt Dymnoye